# Mykola Lisin
Mykola Pavlovyč Lisin (in ucraino Микола Павлович Лісін?; Kryvyj Rih, 2 novembre 1964 – Kiev, 17 aprile 2011) è stato un politico e imprenditore ucraino.

## Biografia
Nato a Kryvyj Rih, nell'allora Repubblica Socialista Sovietica Ucraina, ha prestato servizio militare tra il 1982 e il 1989; contestualmente si è diplomato nel 1988 presso la Scuola di ingegneria radiofonica di Kiev.
A partire dal 2001 ha fatto parte del Partito Social Democratico dell'Ucraina (unito) e da marzo 2003 è divenuto un componente del consiglio politico del medesimo partito col quale è stato eletto nel 2002 alla Verchovna Rada. Insieme all'imprenditore Mykola Zločevs'kyj ha fondato la compagnia Burisma Holdings, attiva nel settore energetico e della quale deteneva il 50%. Nel 2003 gli è stato conferito il diploma del Gabinetto dei ministri.
Il 7 settembre 2005 è passato al Partito delle Regioni col quale è stato rieletto in parlamento nel 2006 e nel 2007.
È deceduto il 17 aprile 2011 in un incidente stradale. Secondo la stampa, citando fonti ritenute vicine alla polizia, Lisin era alla guida di una Lamborghini Diablo e avrebbe perso il controllo della vettura a causa dell'eccessiva velocità, stimata tra i 250 e i 270 chilometri orari (secondo altre fonti 150 km/h), urtando contro un marciapiede e colpendo un cartellone dei prezzi di un benzinaio. Non indossava la cintura di sicurezza e pare che nel suo sangue fossero state trovate tracce di alcol. Il funerale si è svolto il successivo 19 aprile e Lisin è stato inumato nel cimitero Bajkove di Kiev. Il giorno dopo secondo la rivista Focus si sarebbe registrato ad una sessione parlamentare.